# Cascade Valley
Cascade Valley és una concentració de població designada pel cens dels Estats Units a l'estat de Washington. Segons el cens del 2000 tenia 1.811 habitants.

## Demografia
Segons el cens del 2000, Cascade Valley tenia 1.811 habitants, 665 habitatges, i 474 famílies. La densitat de població era de 252,4 habitants per km².
Dels 665 habitatges en un 36,1% hi vivien nens de menys de 18 anys, en un 57,4% hi vivien parelles casades, en un 10,1% dones solteres, i en un 28,6% no eren unitats familiars. En el 22,6% dels habitatges hi vivien persones soles el 6,8% de les quals corresponia a persones de 65 anys o més que vivien soles. El nombre mitjà de persones vivint en cada habitatge era de 2,72 i el nombre mitjà de persones que vivien en cada família era de 3,16.
Per edats la població es repartia de la següent manera: un 29,3% tenia menys de 18 anys, un 9,3% entre 18 i 24, un 30,3% entre 25 i 44, un 21,3% de 45 a 60 i un 9,9% 65 anys o més.
L'edat mediana era de 33 anys. Per cada 100 dones de 18 o més anys hi havia 106,3 homes.
La renda mediana per habitatge era de 37.344 $ i la renda mediana per família de 41.250 $. Els homes tenien una renda mediana de 35.179 $ mentre que les dones 23.693 $. La renda per capita de la població era de 16.170 $. Aproximadament el 13,5% de les famílies i el 15% de la població estaven per davall del llindar de pobresa.

## Poblacions més properes
El següent diagrama mostra les poblacions més properes.